# Personnages de Mana Khemia

La série de jeux vidéo Mana Khemia de Gust, comprenant présentement deux volets, met en scène des personnages attachants et hauts en couleur.

## Mana Khemia: Alchemists of Al-Revis

### Personnages jouables
- Vayne Aurelius (ヴェイン・アウレオルス Vain Aureorusu) (JP: Vain Aureolus)

Seiyuu: Akira Ishida
Selon le manuel du jeu:
«Date d’anniversaire : Le 28 septembre [Balance]
Âge : 16 ans
Groupe sanguin : ???
Taille : 5’6’’
Poids : 126 lb
Aime : Sulpher
N’aime pas : Les gens en général»
Peut-être à cause de sa réclusion dans les bois durant de longues années, Vayne est un garçon timide qui a de la difficulté à s’affirmer. Son admission à Al-Revis est donc l’opportunité pour lui de développer ses habilités interpersonnelles, son estime de soi et sa volonté. Tous ces atouts seront nécessaires à la fin du jeu, lorsqu’il devra littéralement se battre contre lui-même.  Car en vérité, plus que n’importe qui, Vayne puisera sa force de ses amis. 
- Jessica Philomele (フィロメール・アルトゥング Firomēru Arutungu) (JP: Philomel Hartung)

Seiyuu: Sakura Nogawa
Selon le manuel du jeu:
«Date d’anniversaire :Le 12 juin [Gémeaux]
Âge : 16 ans
Groupe sanguin : O
Taille : 4’11’’
Poids : 88 lb
Aime : L’alchimie
N’aime pas : La nourriture épicée»
L’une des camarades de classe de Vayne, elle possède une personnalité aimable et un tant soit peu naïve. Elle déborde d’enthousiasme pour l’alchimie, tellement qu’il arrive fréquemment que, dans un élan  d’inspiration, elle provoque une véritable catastrophe. Cependant, un mal mystérieux l’habite et même si elle sait qu’elle est condamnée, Jessica reste égale à elle-même. 
- Nicole Mimi Tithel (ティティルミミニケメレ Titiru Mimi Nike Mere) (JP: Titil Mimi Nike Mele)

Seiyuu: Miyuki Sawashiro
Selon le manuel du jeu:
«Date d’anniversaire : Le 6 mars [Poissons]
Âge : 16 ans
Groupe sanguin : B
Taille : 4’9’’ (5’1’’ avec les cheveux)
Poids : 101 lb
Aime : Chanter, être active
N’aime pas : Rester immobile»
Nicole parle et agit généralement avant de penser et possède un niveau d’énergie inégalable. Fille-bête, elle est aussi une camarade de classe de Vayne et sa véritable passion est le chant. 
- Pamela Ibis (パメラ・イービス Pamera Ībisu)

Seiyuu: Asuka Tanii
Selon le manuel du jeu:
«Date d’anniversaire : ???
Âge : ???
Groupe sanguin : ???
Taille : ???
Poids : 0 lb
Aime : Les choses mignonnes, Ourson en Peluche
N’aime pas : Les choses qui ne sont pas mignonnes»
Depuis de nombreuses générations d’étudiants,  le fantôme de Pamela hante l’académie Al-Revis. Elle aime effrayer les gens, même si son apparence adorable et son goût pour les choses mignonnes n’en font pas un modèle de frayeur. Elle rejoint Vayne et sa bande sous le seul prétexte «d’avoir du plaisir».
- Flay Gunnar (グンナル・ダム Gunnaru Damu) (JP: Gunnar Damm)

Seiyuu: Kenyuu Horiuchi
Selon le manuel du jeu:
«Date d’anniversaire : Le 10 décembre [Sagittaire]
Âge : 19 ans
Groupe sanguin : AB
Taille : 6’0’’
Poids : 161 lb
Aime : Une vie excitante
N’aime pas : Un monde ennuyant»
Flay se définit par son goût insatiable de l’aventure et ne se préoccupe pas ou peu du reste (que ce soit l’opinion des autres ou ses études…). Il est le membre fondateur de l’atelier que rejoindront tous les personnages jouables plus ou moins selon leur gré. 
- Roxis Rosenkrantz (ロクシス・ローゼンクライツ Rokushisu Rōzenkuraitsu) (JP: Loxis Rosenkranz)

Seiyuu: Daisuke Kishio
Selon le manuel du jeu:
«Date d’anniversaire : Le 24 août [Vierge]
Âge : 17 ans
Groupe sanguin : A
Taille : 5’8’’
Poids : 123 lb
Aime : Rien
N’aime pas : Les personnes qui sont inconsciemment insensibles»
Issu d’une célèbre lignée d’alchimistes, Roxis a beaucoup de pression pour être à la hauteur de la réputation de ses illustres ancêtres. Il conserve presque toujours un air posé et distant et ne cherche pas à créer de relation significative avec quiconque.
- Anna Lemouri (アンナ・レムリ Anna Remuri) (JP: Anna Laemmle)

Seiyuu: Ui Miyazaki
Selon le manuel du jeu:
«Date d’anniversaire : Le 5 août [Lion]
Âge : 12 ans
Groupe sanguin : A
Taille : 4’7’’
Poids : 75 lb
Aime : Un mode de vie ordonné
N’aime pas : Les endroits sales, les gens à l’apparence négligée»
Malgré son jeune âge, Anna est déjà une experte dans l’art de manier l’épée. Son entraînement l'a rendue très mature, même si elle rejoint l’académie Al-Revis un an après Vayne. En revanche, son imagination débordante a tendance à lui faire comprendre tout de travers et ses méthodes pour régler un problème (qu’il soit véritable ou non) sont radicales.
- Muppy Oktavia Wonderchak VIII (ムーペ・オクタヴィア・ヴォンドラチェク8世 Mupe Okutavia Wondoracheku Hachi-sei) (JP: Mupe Oktavia Wondrastschek VIII)

Seiyuu: Yūichi Nagashima
Selon le manuel du jeu:
«Date d’anniversaire : Indisponible en temps terrestre
Groupe sanguin : Quelque chose d’autre que du sang coule à l’intérieur
Taille : S’étire et se rétrécit avec l’humidité
Poids : Avec un engin gravitationnel, de 0 à 550 tonnes
Aime : La chevalerie, la loyauté et le sens du devoir, l’honneur fraternel
N’aime pas : Les petites gens ennuyants»
Sans aucun doute, le personnage le plus étrange de tout le jeu ou peut-être bien le plus sensé, car les autres (sauf Nicole) acceptent sa fabulation voulant qu'il soit un élève transféré à Al-Revis. Muppy Oktavia Wonderchak VIII est un prince d’une civilisation extraterrestre technologiquement avancée dont l’ambition est de dominer le monde. En raison de son apparence loufoque, il devient en fait la mascotte du groupe.  

### Personnages secondaires
- Sulpher (サルファ Sarufa) (JP: Sulfur)

Selon le manuel du jeu:
«Date d’anniversaire : ???
Âge : ???
Groupe sanguin : ???
Taille : 2’4’’
Poids : 13 lb
Aime : Le poisson cru
N’aime pas : Les alchimistes stupides»
Sulpher est le compagnon mana (sorte d’esprit de la nature) de Vayne. Il  se transforme en un genre d’épée lors des combats pour servir d’arme à son maître. Avant les évènements prenant place dans le jeu, il voyageait au côté du père de Vayne, Theofratus, jusqu’à ce qu’il meurt. Il a le profil du vieux chat typique lorsqu’il ne s’agit pas de son maître : apathique et arborant une indifférence invariable pour toute chose qui n’est pas dans son intérêt.
- Tony Eisler (トニ・アイスラー Toni Aisurā) (JP: Toni Eisler)

Seiyuu: Mitsuaki Madono
Selon le manuel du jeu:
«Date d’anniversaire : Le 30 décembre [Capricorne]
Âge : 17 ans
Groupe sanguin : A
Taille : 5’10’’
Poids : 154 lb
Aime : …c’est trop embarrassant!
N’aime pas : Flay»
Vu exclusivement avec Renee, il a une attitude méprisante envers la majorité des gens et porte une haine particulière à Flay Gunnar.
- Renee Kearse (レーネ・キア Rēne Kia) (JP: Lene Kier)

Seiyuu: Ai Nonaka
Selon le manuel du jeu:
«Date d’anniversaire : Le 30 avril [Taureau]
Âge : 18 ans
Groupe sanguin : B
Taille : 5’1’’
Poids : 108 lb
Aime : Essayer des vêtements, le maquillage, être jolie
N’aime pas : Les choses ennuyantes et agaçantes»
Toujours en compagnie de Tony, elle donne l’impression, par ses commentaires ennuyés et son attitude nonchalante, «qu’elle ferait bien autre chose»  et cela peu importe la situation.
- Isolde Schelling (イソルテ・シェリング  Isorude Sheringu)

Seiyuu: Ayako Kawasumi
Isolde est une enseignante à l’académie Al-Revis et fut l’amante de Theofratus avant sa mort. Elle a tendance à donner des devoirs plus compliqués que les autres professeurs et ne cherche jamais à rigoler.
- Zeppel Kriever (ゼップル・クライパー Zeppuru Kuraibā) (JP: Seppl Kleiber)

Seiyuu: Kazuhiko Inoue
Zeppel est celui qui est allé chercher Vayne dans sa demeure dans la forêt pour lui proposer de rejoindre l’académie Al-Revis. Lui-même enseignant, il est une personne amicale mais a tendance à courber l’échine devant des personnalités plus fortes que la sienne.
- Bernard Tieck (ベルンハルト・ティーク Berunharuto Tīku) (JP: Bernhard Tieck)

Seiyuu: Naomi Kusumi
Il est le directeur de l’académie Al-Revis, il est jovial et possède des talents culinaires incontestables.
- Ernentraud Karnap (エルメントラウト・カルナップ Erumentorauto Karunappu?) (JP: Ernentraud Carnap)

Seiyuu: Yukari Hishizu
Le quasi opposé du directeur, la vice-directrice est la définition même de terme strict.
- Melanie Ruthers (メルヒス・ロイティエール Meruhisu Roidiēru) (JP: Melhis Roythiers)

Seiyuu: Rina Sato
Elle est l’infirmière de Al-Revis, jolie et aux courbes plus que généreuses, elle aime taquiner Vayne et ses amis.
- Cardinand Lorryale (Lorr) (カルダディイロルアレ (ロル) Karudadī Roruare (Roru)) (JP: Carda Dii Rol Ale)

Seiyuu: Ryuuta Iguchi
Lorr enseigne les tactiques de combat à l’académie Al-Revis. Il ne parle jamais pour rien dire et pratique la méditation.

## Référence
- (en) Livret d’instructions de la version américaine du jeu vidéo Mana Khemia : Alchemists of Al-Revis.